# Kaľamenová
Kaľamenová (Kalmannsdorf, Turóckelemenfalva) és un poble d'Eslovàquia que troba a la regió de Žilina.

## Història
La primera menció escrita de la vila es remunta al 1240.

## Demografia
| Godina             | 1994 | 2004    | 2014    | 2024    |
| ------------------ | ---- | ------- | ------- | ------- |
| Nombre de persones | 58   | 69      | 85      | 96      |
| Diferència         |      | +18,96% | +23,18% | +12,94% |

| Godina             | 2023 | 2024   |
| ------------------ | ---- | ------ |
| Nombre de persones | 98   | 96     |
| Diferència         |      | −2,04% |